# Euecjusz Georgiusz
Euecjusz Georgiusz – postać z powieści Teodora Parnickiego Twarz księżyca, przywódca chrześcijan, nadzorca skarbu cesarza Dioklecjana.
Euecjusz pochodził z pogranicza armeńsko-iberyjskiego, stąd imię Georgiusz. Był wybitnym myślicielem chrześcijańskim, mającym za pustelnię pałacyk z różowego marmuru, wzniesiony mu przez Sykoriusza Pompejusza, pełen zwojów i dzieł sztuki. Nazywał siebie cieplarnianym kwiatem i ubolewał nad rozmiarem krzywd, które potrafi bezwiednie wyrządzić taka roślina innym kwiatom: ogrodowym, miejskim, wiejskim czy wysokogórskim. Musiał opuścić swą samotnię, by leczyć chorych, potem prowadzić finanse biskupa Nikomedii, a następnie cesarza Dioklecjana. Uzyskawszy tę ostatnią funkcję wyrósł na przywódcę stronnictwa chrześcijańskiego na dworze cesarskim. Sprzymierzył się z Sykoriuszem Probusem w zabiegach nad doprowadzeniem do konkubinatu prawnuczki Mitroanii, Minerwiny, pochodzących z królewskiej krwi Swijaszydów i Arsacydów, z synem Konstancjusza Chlorusa, Konstantynem. Zmierzał tą drogą do oddania władzy nad cesarstwem domowi królewskiemu skłaniającemu się ku chrześcijaństwu. 
Spisek, który próbowali zawiązać Sykoriusz, Euecjusz i Konstancjusz nie doszedł jednak do skutku wskutek zbytniej rozbieżności interesów samych zainteresowanych. Euecjusz jako doradca Dioklecjana do spraw skarbowych dążył do odrodzenia gospodarczego państwa przez zerwanie z nadzorem urzędowym nad cenami rynkowymi. Doprowadziło to jednak do zawrotnego wzrostu cen rynkowych ze względu na niewspółmierność pomiędzy rzeczywistą a rynkową wartością pieniądza, w którym gorsze metale górowały nad srebrem. Euecjusz nakłonił cesarza do wycofania złego pieniądza z rynku. Koszty zmiany tak mocno uderzyły jednak w zasoby skarbu cesarskiego, że musiano podnieść podatki i obniżyć płace. To drugie spowodowało odpływ siły roboczej ze służby cesarskiej, co zmusiło cesarza, do powrotu do polityki cen urzędowych. Euecjusz mimo to był zdania, ze zatarg pomiędzy wolnością a przymusem nie posiada charakteru gospodarczego, a jedynie uczuciowe. Konstancjusz na podstawie własnych doświadczeń na zachodzie uważał, że zubożenie państwa jest wynikiem nieuczciwości urzędów i rabunkowych najazdów barbarzyńców. W gronie spiskowców jedynie Sykoriusz twierdził, że jedynym rozwiązaniem jest wprowadzenie przymusu, który byłby skuteczniejszy, gdyby jego źródłem był nie Jowisz a Chrystus. Lecz na to Euecjusz przystać nie mógł.
Euecjusz zginął na początku prześladowań 303 roku, skazany na męki za zdarcie z muru obwieszczenia cesarskiego przeciw chrześcijanom i ubliżające cesarzom okrzyki.

## Odniesienia historyczne
Z listu biskupa Teonasa do Lucjana wynika, że nadzorcy szkatuły cesarskiej, skarbu i garderoby na dworze Dioklecjana byli chrześcijanami. Po ogłoszeniu prześladowań jako pierwszy zginął pewien czcigodny chrześcijanin, który zerwał i podarł plakat, drwiąc sobie, że znowu przybijają obwieszczenia o zwycięstwach nad Gotami i Sarmatami, a zatem tak jak powieściowy Euecjusz, oskarżony o zbrodnię obrazy majestatu. Problemy gospodarcze cesarstwa ukazane w powieści, zostały również zrekonstruowane w oparciu o źródła. Trwająca przez kilka pokoleń inflacyjna polityka pieniężna, polegająca na psuciu pieniądza przez obniżanie zawartości kruszcu, doprowadziła do zniknięcia dobrego pieniądza z rynku. Kryzysowi monetarnemu można było zaradzić tylko wypuszczając dobry pieniądz w znacznej ilości i wycofując zły. W tym celu Dioklecjan niemal podwoił ilość mennic na terenie państwa. Chcąc powstrzymać towarzyszący kryzysowi nieumiarkowany wzrost cen, ustanowił taryfę cen maksymalnych. Wprowadził też surowe kary zarówno dla tych, którzy by chcieli przekraczać taryfę, jak i dla tych, którzy by chowali towar, nie chcąc go sprzedawać poniżej ceny maksymalnej. Surowość kar nie zaradziła jednak  sytuacji na rynku. Ustawy nie przestrzegano. Handel zeszedł do podziemia; rozkwitała spekulacja, szerzyła się korupcja aparatu urzędniczego. Brak towarów stał się jeszcze dotkliwszy.

## Strategia autora
Tworząc swoich bohaterów Parnicki wypełnia milczenie dziejów, opierając się na źródłach i uzupełniając je o ich literackie apokryfy. Niema przeszłość, która nie odpowiada na dociekania historyka, ani na propozycje pisarza nie doprowadza jednak do chaosu w konstrukcji powieściowej. Silny związek ze źródłami oraz układ wewnątrzpowieściowy, który potwierdza trafność rekonstrukcji świata utworu, sprawiają, że fikcyjne uzupełnianie postaci, podlega ograniczeniom płynącym z logiki opowieści. Wybór fikcji zostaje poddany badaniu jej możliwości naśladowczych. Jest tak, jak w wypowiedzi Sykoriusza Probusa, który nie troszczył się o zgodność treści opowiadania z rzeczywistością; uznawał, że nie jest istotna różnica między tym za kogo ktoś się podaje, a kim jest. Jeśli jednak będąc Lucjuszem podaje się za Publiusza, powinien się zachowywać jak Publiusz. Zdaniem Cieślikowskiej Euecjusz to historyczna postać męczennika z 303 roku Jerzego z Kapadocji, znanego z legendy o świętym Jerzym i zabijającym smoka